# Перес, Дайана
Дайа́на Пе́рес (англ. Diana Perez; 13 января 1981, Филадельфия, Пенсильвания, США) — американская журналистка и телеведущая. Наиболее известна как ведущая телешоу «America This Morning» (2012—) и «World News Now» (2013—).

## Личная жизнь
С 28 июля 2007 года Элизабет замужем за спортивным журналистом Дуциусом Роджерсом (род.1973). У супругов есть два сына — Девин Бо Роджерс (род.24.09.2012) и Дилан Мэк Роджерс (род.07.01.2014).